# Kabinett Remmele I
Das Kabinett Remmele I bildete vom 7. November 1922 bis 7. November 1923 die Landesregierung von Baden.
In seiner 2. Sitzung vom 7. November 1922 wählte der Landtag den Staatspräsidenten, dessen Stellvertreter und einen neuen Minister des Kultus und Unterrichts, da der ausscheidende Staatspräsident Hummel auch sein Ministerium abgab.
| Amt                     | Name                                                      | Partei |
| ----------------------- | --------------------------------------------------------- | ------ |
| Staatspräsident Inneres | Adam Remmele                                              | SPD    |
| Justiz                  | Gustav Trunk                                              | Z      |
| Kultus und Unterricht   | Willy Hellpach                                            | DDP    |
| Finanzen                | Heinrich Köhler auch Stellvertreter des Staatspräsidenten | Z      |
| Arbeit                  | Wilhelm Engler                                            | SPD    |
| Staatsräte              | Ludwig Marum Georg van Eyck Josef Weißhaupt               | SPD Z  |